# Marija Šeme
Marija Šeme Baričevič, slovenska filmska igralka ter televizijska in gledališka režiserka, * 1927, Ljubljana, † 22. februar 2025. Bila je mama Saše Baričeviča.
Nastopila je v kratkem filmu 10' pred dvanajsto iz leta 1961 in celovečernih filmih Tistega lepega dne in Naš avto iz leta 1962. Med letoma 1967 in 1982 je režirala več televizijskih iger in serij ter televizijska filma Ciklamen iz leta 1974 in Delovni dan gospe Marje iz leta 1982. Bil je častna članica Društva slovenskih filmskih režiserjev in režiserk (2021).
Bila je tudi gledališka režiserka, v Šentjakobsko gledališče Ljubljana je v letih 1982 - 1984 režirala pet predstav, Zlati oktober, Veverica ne more umreti, - obe deli Mire Mihelič , za otroke: Jurček Pavla Golie in Vžigalnik Frančka Rudolfa ter Dobrotnice, avtorice Françoise Dorin.

## Filmografija
- Naš avto (1962, celovečerni igrani film)
- Tistega lepega dne (1962, celovečerni igrani film)
- 10' pred dvanajsto (1961, kratki igrani satirični film)

## Režija
- Delovni dan gospe Marje (1982, celovečerni igrani TV film)
- Dobrotnica (1981, TV igra)
- Suha leta (1976, TV igra)
- Agitator (1976, TV igra)
- Balada o ulici (1975, TV igra)
- Ciklamen (1974, celovečerni igrani TV film)
- Tiha dolina (1973, TV igra)
- Veliki načrt (1973, TV igra)
- Major, ustreljeni boste (1971, TV igra)
- Zrušek (1969, TV igra)
- Svet brez sovraštva (1968, TV igra)
- Tekma (1967, TV igra)
- Vijavajaringaraja (1967, otroška TV nanizanka)